# Pseudomyrmex fervidus
Pseudomyrmex fervidus é uma espécie de formiga do género Pseudomyrmex, subfamilia Pseudomyrmecinae.

## História
Esta espécie foi descrita cientificamente por Smith em 1877.